# Casa pairal Vesiana
La Casa pairal Vesiana és una obra de Salàs de Pallars (Pallars Jussà) inclosa a l'Inventari del Patrimoni Arquitectònic de Catalunya.

## Descripció

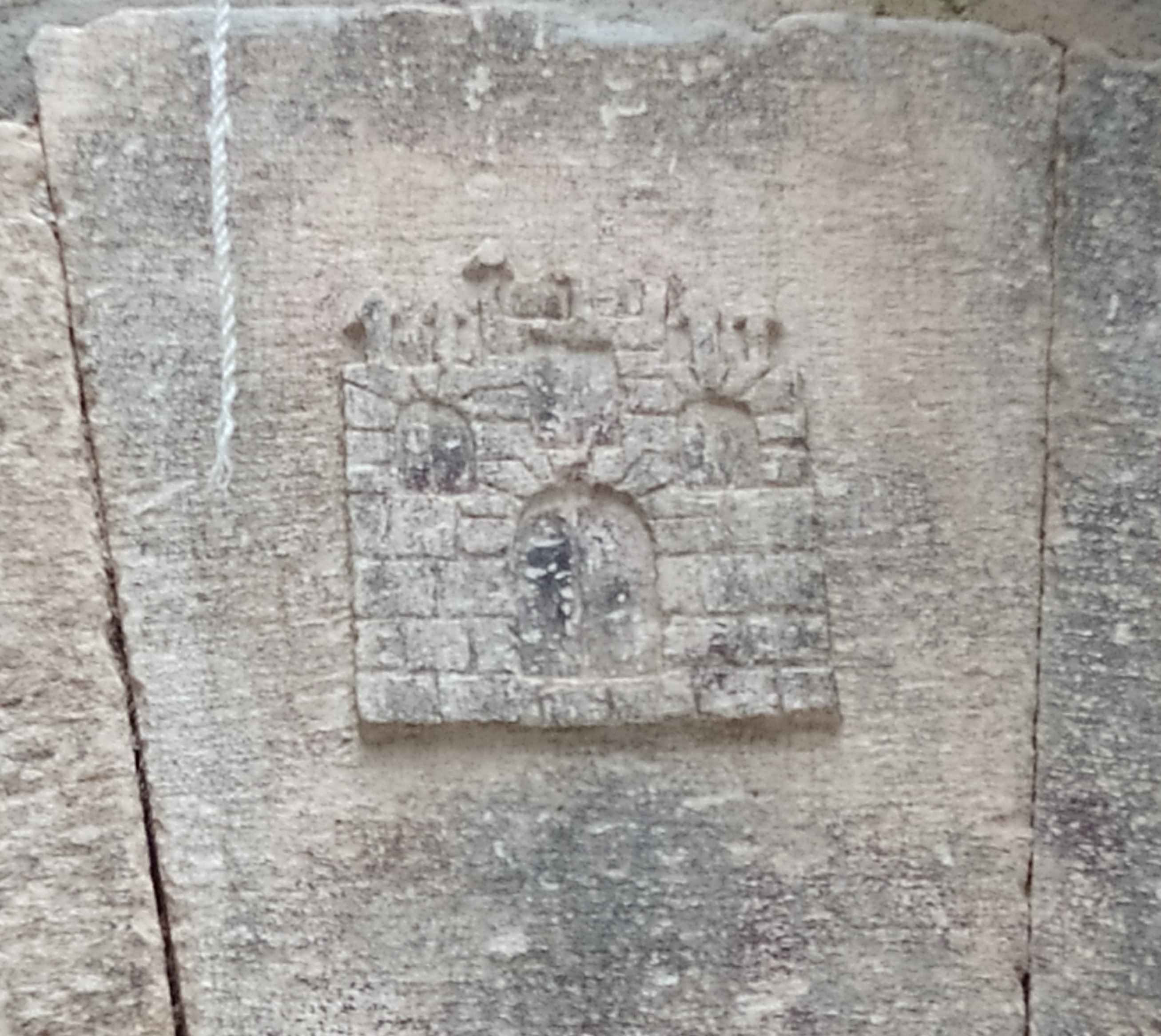
Escut de Casa Vesiana

Antiga casa pairal de tres plantes d'alçada, cellers i golfes. És un edifici entre mitgeres amb façanes a l'angle del carrer medieval de Sant Cebrià de Baix i al carrer del Bon Jesús.
La façana principal té la porta dovellada de mig punt amb escut a la llinda. Forma part de l'antiga vila medieval que conserva la tipologia del segle xv.